# Townsend (Delaware)
Townsend è un comune degli Stati Uniti, situata nella Contea di New Castle, nello Stato del Delaware. Secondo il censimento del 2000 la popolazione era di 474 abitanti.

## Geografia fisica
Secondo i rilevamenti dello United States Census Bureau, il comune di Townsend si estende su una superficie totale di 1,6 km², tutti quanti occupati da terre.

## Popolazione
Secondo il censimento del 2000, a Townsend vivevano 346 persone, ed erano presenti 95 gruppi familiari. La densità di popolazione era di 225 ab./km². Nel territorio comunale si trovavano 151 unità edificate. Per quanto riguarda la composizione etnica degli abitanti, l'84,10% era bianco, l'11,56% era afroamericano, lo 0,87% era nativo e lo 0,87% proveniva dall'Asia. Il restante 2,60% della popolazione apparteneva ad altre razze o a più di una. La popolazione di ogni razza proveniente dall'America Latina corrispondeva al 2,60% degli abitanti.
Per quanto riguarda la suddivisione della popolazione in fasce d'età, il 26,9% era al di sotto dei 18, il 7,8% fra i 18 e i 24, il 32,1% fra i 25 e i 44, il 20,5% fra i 45 e i 64, mentre infine il 12,7% era al di sopra dei 65 anni di età. L'età media della popolazione era di 36 anni. Per ogni 100 donne residenti vivevano 92,2 maschi.